# Beyond (serial telewizyjny)
Beyond – amerykański serial telewizyjny (dramat fantasy) wyprodukowany przez Automatik Entertainment oraz Imperative Entertainment, który został stworzony przez Adama Nussdorfa. Premiera serialu była zaplanowana na 2 stycznia 2017 roku przez Freeform.
11 stycznia 2017 roku, stacja Freeform ogłosiła oficjalnie przedłużenie serialu o drugi sezon.
W Polsce serial był emitowany od 21 lutego 2018 roku przez HBO3.
Pod koniec marca 2018 roku, stacja ogłosiła zakończenie produkcji po  dwóch sezonach

## Fabuła
Serial skupia się na Holdenie, który wybudził się po 12 latach ze śpiączki. Odkrywa, że posiada nadprzyrodzone moce, które kierują go w tajemniczy spisek.

## Obsada

### Główna
- Burkely Duffield jako Holden
- Dilan Gwyn jako Willa[5]
- Jordan Calloway jako Kevin[5]
- Romy Rosemont jako Diane, matka Holdena[5]
- Michael McGrady jako Tom, ojciec Holdena[5]
- Jonathan Whitesell jako Luke, brat Holdena
- Jeff Pierre jako Jeff[6]
- Eden Brolin jako Charlie[7]

### Drugoplanowe
- Erika Alexander jako Tess Shoemacher
- Peter Kelamis jako mężczyzna w żółtej kurtce
- Alex Diakun jako Arthur
- Toby Levins jako szeryf Dayton
- Chad Willett jako pastor Ian
- Kendall Cross jako Mel
- Patrick Sabongui jako Daniel
- Martin Donovan jako Isaac Frost
- Emilija Baranac jako Jamie
- Parveen Kaur jako Christine

## Odcinki
| Sezon | Sezon | Odcinki | Oryginalna emisja Freeform | Oryginalna emisja Freeform | Oryginalna emisja | Oryginalna emisja | Oryginalna emisja |
| Sezon | Sezon | Odcinki | Premiera sezonu            | Finał sezonu               | Premiera sezonu   | Finał sezonu      |                   |
| ----- | ----- | ------- | -------------------------- | -------------------------- | ----------------- | ----------------- | ----------------- |
|       | 1     | 10      | 2 stycznia 2017            | 27 lutego 2017             | 21 lutego 2018    | 25 kwietnia 2018  |                   |
|       | 2     | 10      | 18 stycznia 2018           | 22 marca 2018              | 2 maja 2018       | 4 lipca 2018      |                   |

### Sezon 1 (2017)
| Nr | #  | Tytuł                        | Reżyseria          | Scenariusz         | Premiera Freeform | Premiera HBO 3   |
| -- | -- | ---------------------------- | ------------------ | ------------------ | ----------------- | ---------------- |
| 1  | 1  | Pilot                        | Lee Toland Krieger | Adam Nussdorf      | 2 stycznia 2017   | 21 lutego 2018   |
| 2  | 2  | Tempus Fugit                 | Steven A. Adelson  | Adam Nussdorf      | 2 stycznia 2017   | 28 lutego 2018   |
| 3  | 3  | Ties That Bind               | Steven A. Adelson  | Marc Dube          | 9 stycznia 2017   | 7 marca 2018     |
| 4  | 4  | The Man in the Yellow Jacket | Sam Hill           | Hillary Benefiel   | 16 stycznia 2017  | 14 marca 2018    |
| 5  | 5  | Fancy Meeting You Here       | Nick Copus         | Jim Galasso        | 23 stycznia 2017  | 21 marca 2018    |
| 6  | 6  | Celeste                      | Darnell Martin     | Mimi Won Techentin | 30 stycznia 2017  | 28 marca 2018    |
| 7  | 7  | The Hour of the Wolf         | Nick Copus         | Ryan Mottesheard   | 6 lutego 2017     | 4 kwietnia 2018  |
| 8  | 8  | Last Action Hero             | Guy Norman Bee     | Elias Benavidez    | 13 lutego 2017    | 11 kwietnia 2018 |
| 9  | 9  | Out of Darkness              | Steven A. Adelson  | Adam Nussdorf      | 20 lutego 2017    | 18 kwietnia 2018 |
| 10 | 10 | Into the Light               | Steven A. Adelson  | Adam Nussdorf      | 27 lutego 2017    | 25 kwietnia 2018 |

### Sezon 2 (2018)
| NR | #  | Tytuł                        | Reżyseria         | Scenariusz       | Premiera Freeform | Premiera HBO 3  |
| -- | -- | ---------------------------- | ----------------- | ---------------- | ----------------- | --------------- |
| 11 | 1  | Two Zero One                 | Steven A. Adelson | Adam Nussdorf    | 18 stycznia 2018  | 2 maja 2018     |
| 12 | 2  | Cheers, Bitch                | Steven A. Adelson | Adam Nussdorf    | 18 stycznia 2018  | 9 maja 2018     |
| 13 | 3  | No Es Bueno                  | Nick Copus        | Marc Dube        | 25 stycznia 2018  | 16 maja 2018    |
| 14 | 4  | Knock, Knock                 | Vanessa Parise    | Nichole Beattie  | 1 lutego 2018     | 23 maja 2018    |
| 15 | 5  | Six Feet Deep                | Nick Copus        | Ryan Mottesheard | 8 lutego 2018     | 30 maja 2018    |
| 16 | 6  | Bedposts                     | Carol Banker      | Jim Galasso      | 15 lutego 2018    | 6 czerwca 2018  |
| 17 | 7  | Stir                         | Dawn Wilkinson    | Hillary Benefiel | 1 marca 2018      | 13 czerwca 2018 |
| 18 | 8  | I Scream, You Scream         | Rick Bota         | David Eick       | 8 marca 2018      | 20 czerwca 2018 |
| 19 | 9  | F.G.B.                       | Steven A. Adelson | Adam Nussdorf    | 15 marca 2018     | 27 czerwca 2018 |
| 20 | 10 | There's No Home for You Here | Steven A. Adelson | Adam Nussdorf    | 22 marca 2018     | 4 lipca 2018    |

## Produkcja
W czerwcu 2015 roku, ogłoszono, że do serialu dołączyli: Jordan Calloway, Dilan Gwyn, Romy Rosemont oraz Michael McGrady. 9 listopada 2015 roku, stacja Freeform zamówiła pierwszy sezon serialu. W marcu 2016 ogłoszono, że Jeff Pierre zagra rolę Jeffa, byłego żołnierza. W maju 2016 do projektu dołączyła Eden Brolin, która wcieli się w role Charlie.